# Kerengő (kolostor)
A kerengő rendszerint egy kolostortemplom déli oldalához épült, annak belső kertje felé nyitott, fedett portikuszos, négyszögalaprajzú folyosó. Ebből nyílnak a közös helyiségek, a káptalanterem (capitulum), az ebédlő (refektórium), a hálóterem (dormitorium) vagy a hálófülkék, a konyha, a könyvtár, és esetleg a másolóműhely (scriptorium).

## Története
Az első kerengők a középkorban, a bencések monostoraihoz épültek. Funkciója az időjárás viszontagságaitól megvédni a szerzeteseket imasétájuk és általában belső közlekedésük közben.

## Építészeti szerkezete
Nyugaton a kerengő fedett részét alacsony mellvéd fizikailag elválasztja a nyitott udvartól, amelyen rendszerint kút is helyet foglalt. Ez lehetővé tette kevesebb fény bejutását, illetve rövidebb oszlopok alkalmazását. A templom kelet-nyugati tengelyre épült, legmagasabb részei észak felől védték a kerengőt a zord téli szelektől. A külső bejáratok az északi fal két végén voltak; a gyakrabban használt a keleti oldalon, míg a nyugatit az ünnepi alkalmakra használták. A nagyterem a keleti oldalon, a templom karzatához minél közelebb, a fűtött közösségi termek mellett épült.
A templom ellenkező oldalán nyílt általában a refektórium, az ebédlő. Annak külső oldalán, gyakran az oszlopsor egyik sarkában volt a mosdóhelyiség. Gyakran kertet alakítottak ki a kerengő által közrezárt, nyitott udvaron, ahol a vízellátáshoz szükséges, földalatti ciszterna is helyet kapott az esővíz összegyűjtésére. A kerengő nem ment ki a divatból a későbbi korokban sem, hiszen a szerzetesek a hálóteremben és az egyéb kiszolgáló helyiségekben szabott tartózkodási idejükön kívül ott foglalatoskodhattak; olvastak, írtak, s általában az északi oldalon foglalt helyet az apátúr széke.

## Galéria

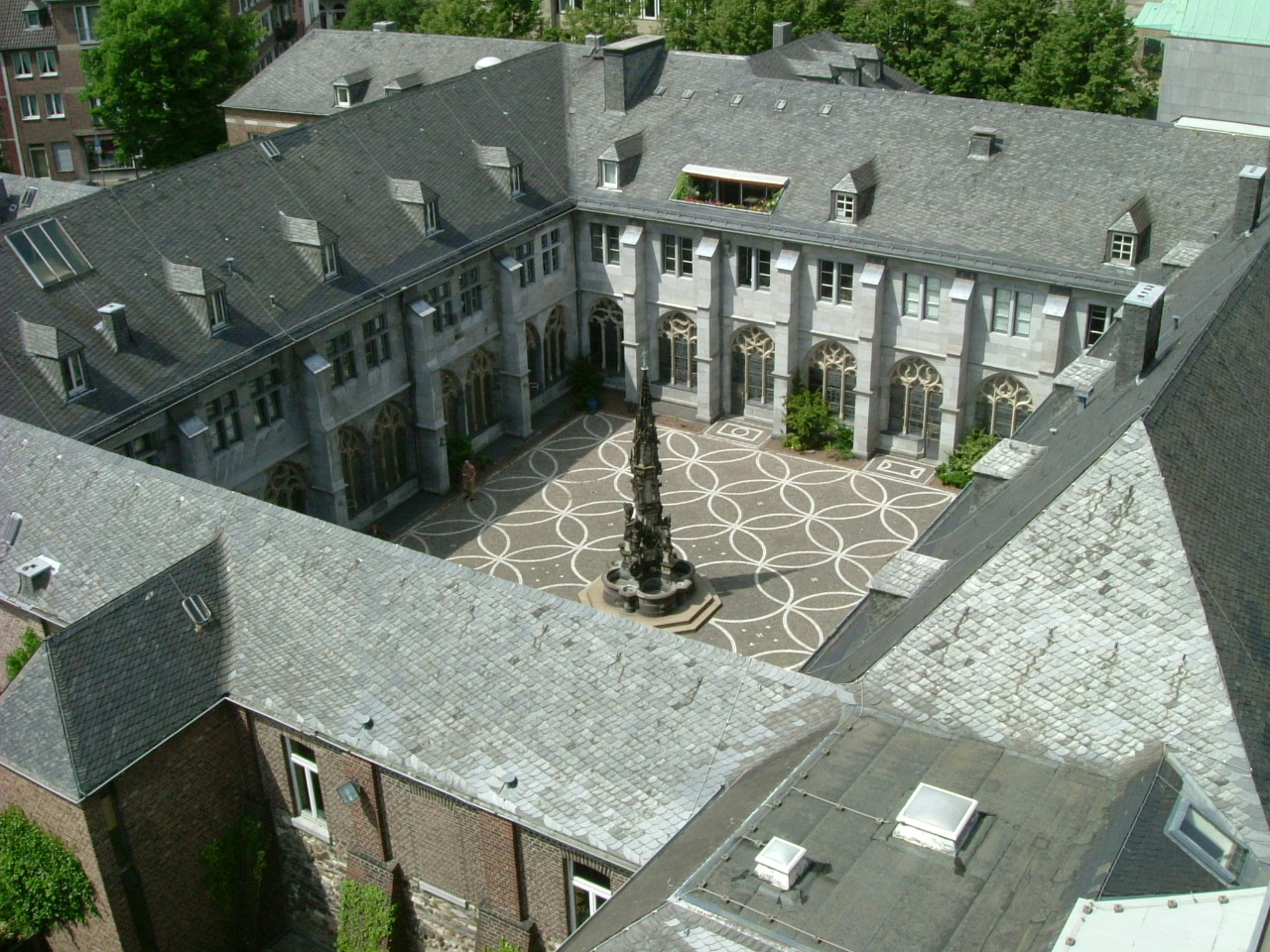
Aachen katedrálisának kerengője, Németország
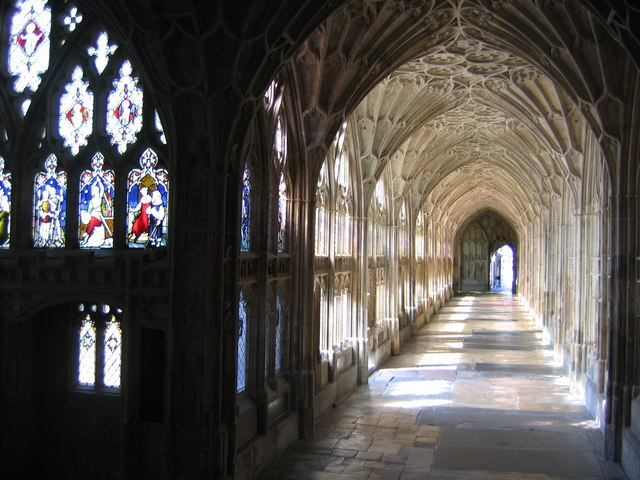
Ólomüvegezésű kerengő Gloucester gótikus katedrálisában, Anglia
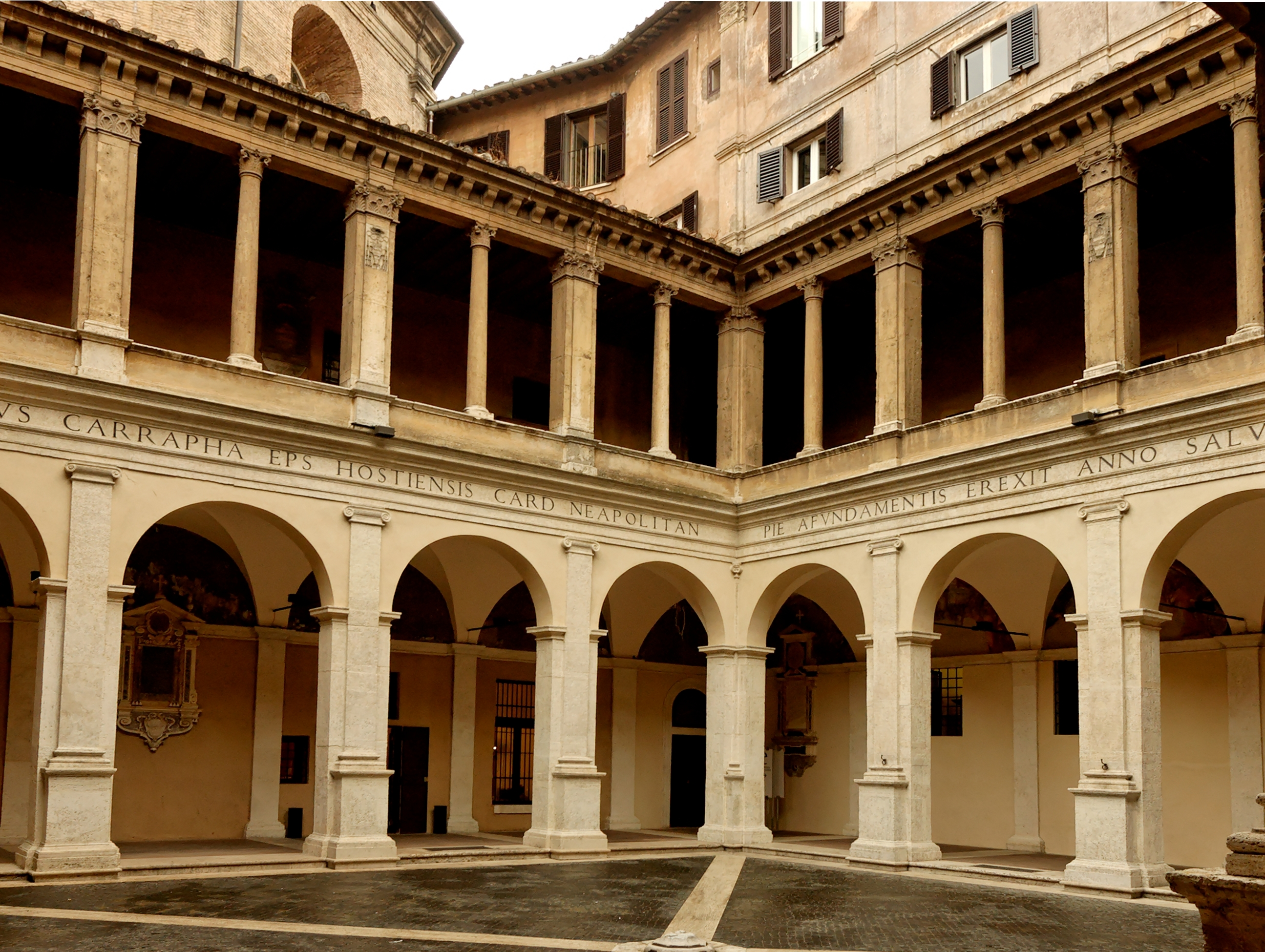
A Santa Maria della Pace-templom kerengője, Róma
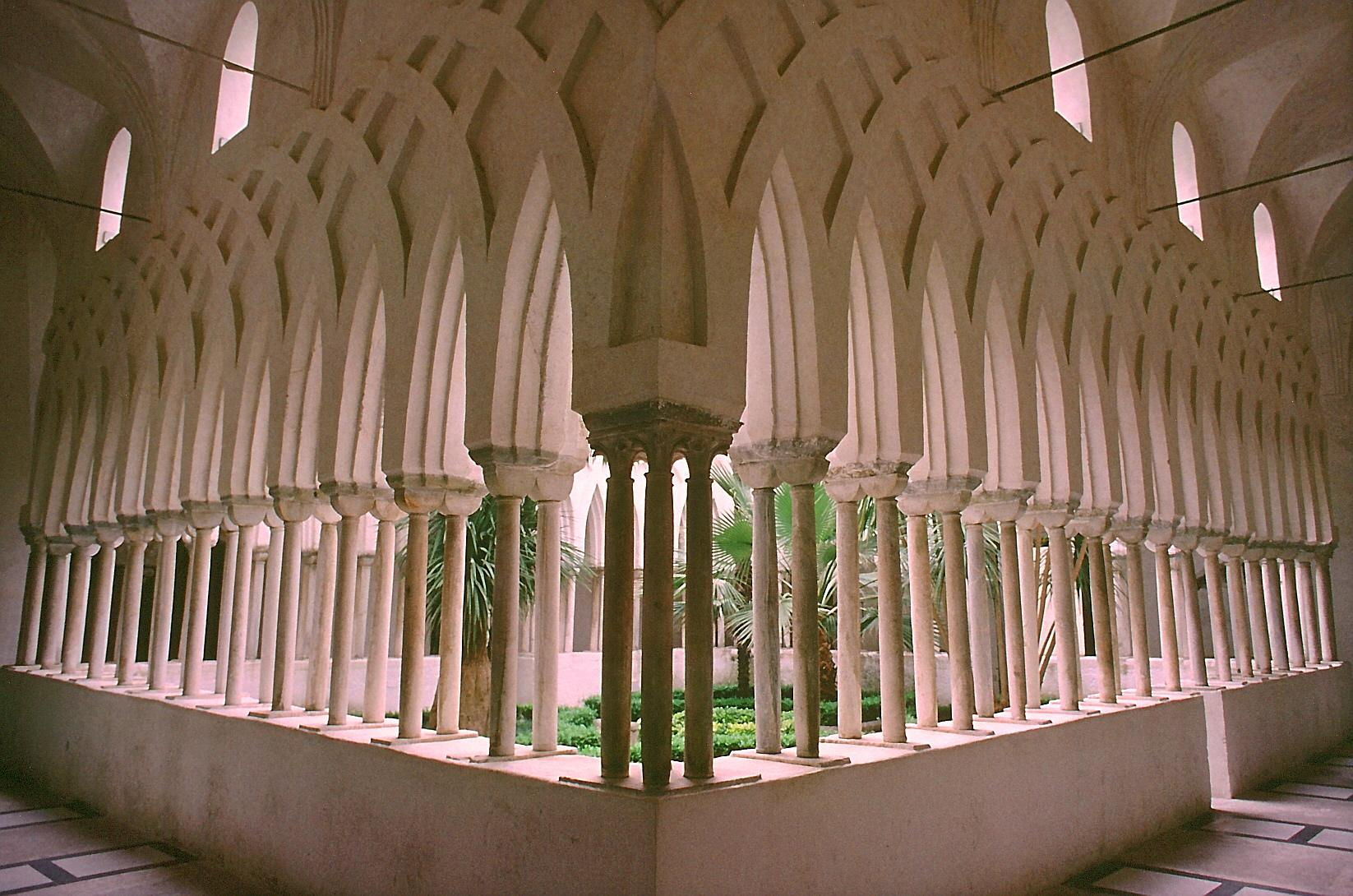
A Paradicsom-kolostor kerengője Amalfiban
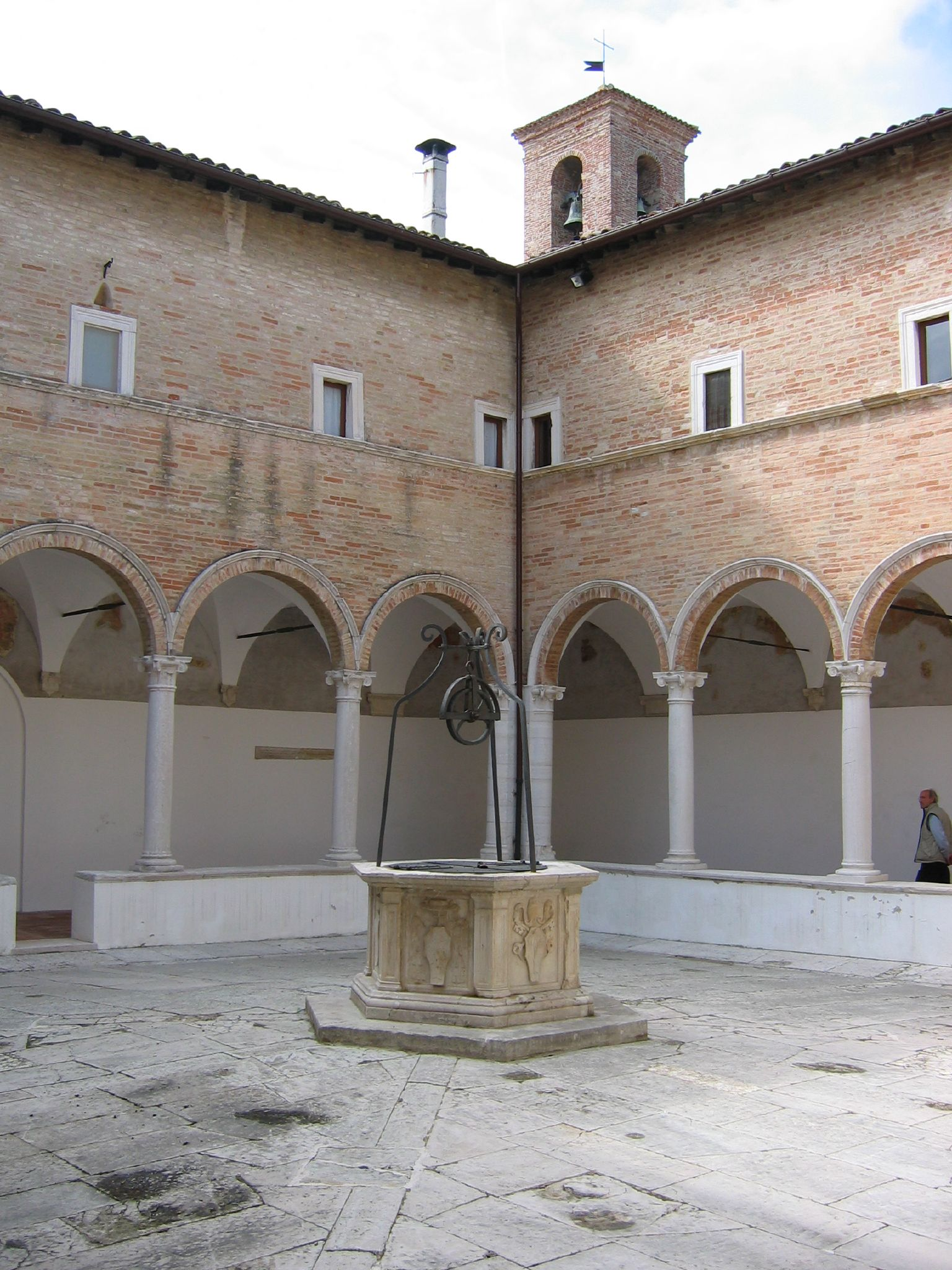
A Santa Maria delle Grazie-kolostor kerengője, Senigallia
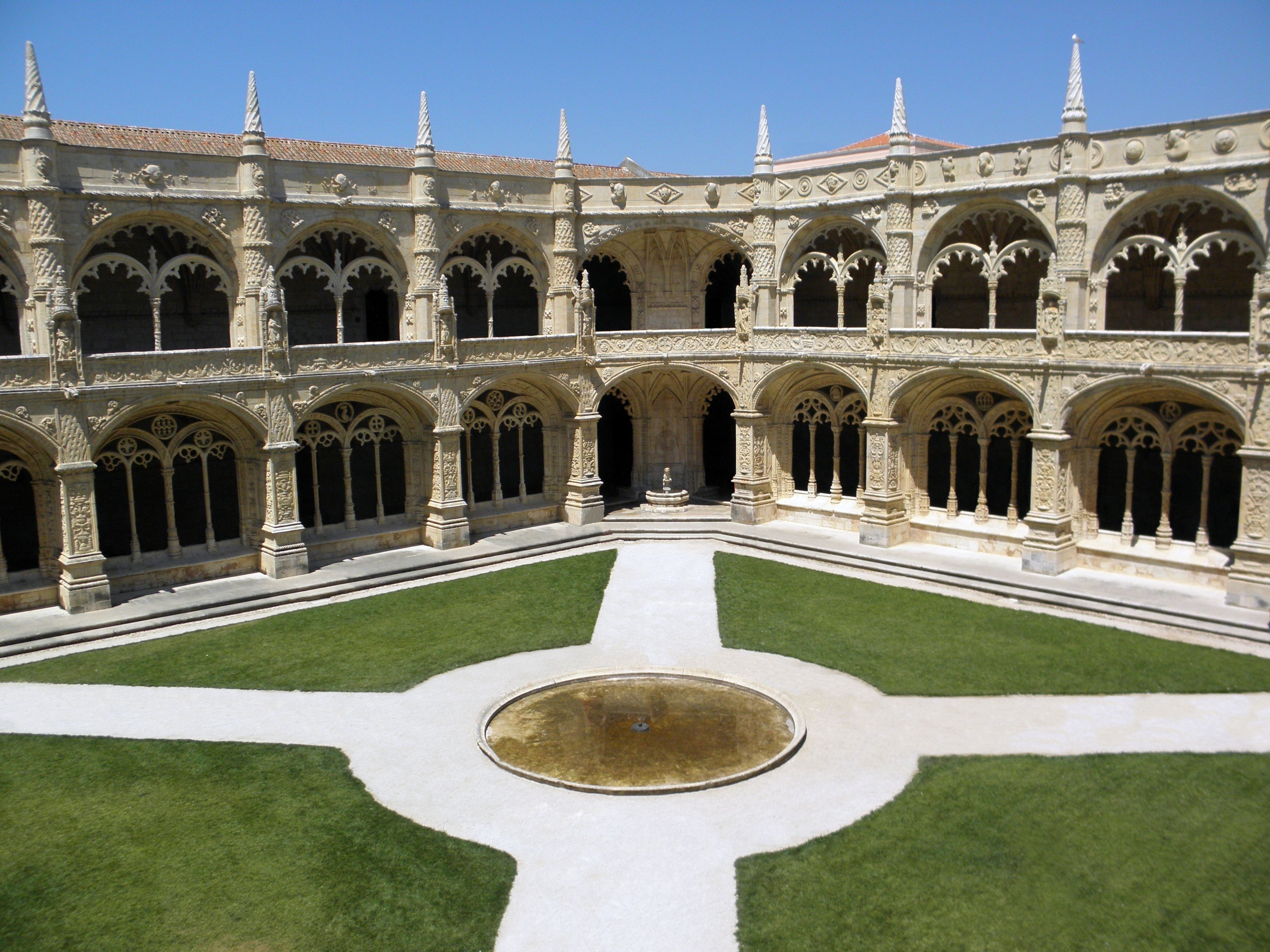
Késő gótikus, kétszintes kerengő, Szent Jeromos-kolostor, Lisszabon

## Fordítás
Ez a szócikk részben vagy egészben  a   Chiostro című olasz Wikipédia-szócikk ezen változatának fordításán alapul.  Az eredeti cikk szerkesztőit annak laptörténete sorolja fel. Ez a jelzés csupán a megfogalmazás eredetét és a szerzői jogokat jelzi, nem szolgál a cikkben szereplő információk forrásmegjelöléseként.